# Exhorder
Az Exhorder amerikai thrash/groove metal együttes. 1985-ben alakultak New Orleansben. A zenekar leginkább arról híres, hogy nagy hatással voltak a Panterára és jó barátságban állnak velük. Eddig három nagylemezt adtak ki. Demó lemezeiken és első albumukon thrash metalt játszottak, a második albumukkal kezdve viszont groove/thrash metalt játszanak. 1994-ben feloszlottak, majd 2008-tól 2011-ig újból működtek, 2017-ben újra összeálltak.
Vinnie LaBella gitáros és (egyik) alapító tag 2020-ban kilépett a zenekarból, így mára csak Kyle Thomas énekes és alapító tag az egyetlen zenész, aki a kezdetektől fogva képviseli az együttest.
Az Exhordert gyakran vádolják azzal, hogy a Pantera hangzását másolják. Kyle Thomas egy interjúban azt nyilatkozta, hogy már nagyon elege van belőle, hogy folyton a Panterához hasonlítják őket, és nem is beszél a Pantera tagjaival, annak ellenére, hogy tiszteli őket.

## Tagok
- Kyle Thomas – ének (1985–1994, 2008–2011, 2017–)
- Marzi Montazeri – gitár (2017–)
- Jason Viebrooks – basszusgitár (2017–)
- Sasha Horn – dob (2017–)

## Korábbi tagok
- Vinnie LaBella – gitár (1985–1994, 2008–2011, 2017–2020), basszusgitár (1989–1991)
- Chris Nail – dob (1985–1994, 2008–2010)
- Andy Villafarra – basszusgitár (1985–1989, 2008–2010, 2011)
- David Main – gitár (1985–1988)
- Jay Ceravolo – gitár (1988–1994, 2008–2011), basszusgitár (1989–1991)
- Frankie Sparcello – basszusgitár (1991–1994, 2010–2011; 2011-ben elhunyt)[5]
- Seth Davis – dob (2010–2011)

## Diszkográfia
- Slaughter in the Vatican (1990)
- The Law (1992)
- Mourn the Southern Skies (2019)